# Monte (blagovna znamka)
Monte je blagovna znamka nemškega podjetja Zott, ki obsega sladice in sladke napitke. Na nemški trg je prišla 1. aprila 1996. Od leta 2003 jo predstavlja maskota Monti.
Med letoma 1997 in 2001 se je ta znamka razširila v ostale države srednje, vzhodne in jugovzhodne Evrope. Na trgu je v več kot 30 državah, tudi v Vietnamu, kjer je Zott leta 2017 prevzel svojega uvoznika.
Leta 2005 je bilo v oglaševanje te korporacijske znamke v Sloveniji, kjer je prisotna od leta 1997, vloženih 77 milijonov tolarjev (pribl. 300.000 evrov), kar jo je uvstilo med velike oglaševalce med prehrambenimi izdelki (več kot 10 milijonov SIT). S tem se je uvrstila na četrto mesto za znamkami Kinder, Fruchtzwerge in Nestlé.

## Izdelki
- puding z okusom mleka, lešnikov in čokolade (v pakiranju 4 x 55g, 4 x 100g, 150g ali 400g).[5]
- napitek Monte Drink (v pakiranju 200ml ali 4 x 95ml).[6]

#### Novosti
- 2008: pakiranji 6 x 55 g in 4 x 100 g.[1]
- 2012: v Nemčiji puding z oznako »manj sladko« (weniger süss).[7]
- 2013: pudinga Monte Crunchy in Monte Cherry.[1]
- 2014: rezina Monte Snack[1] in puding Monte plus.[8]
- 2016: pudingi Monte Cookies, Monte Choco-Flakes, Monte Waffle-Sticks, Monte Crunchy[9] in Monte Grieß.[10]
- 2018: pudingi Monte Champions, Monte White Coconut Balls[11] in Monte White.[12]
- 2019: puding z oznako »30% manj sladkorja«.[13]

## Oglaševanje

### Sodelovanje z znanimi osebnostmi
Leta 2010 je nemški obraz te znamke postal nogometaš René Adler z bratom Ricom, leta 2013 pa jadralca na deski ter sorojenca Philip in Kyra Köster. Na Poljskem jo je v letih 2012 in 2013 predstavljal odbojkar Bartosz Kurek. Glasbenik Csaba Vastag je bil leta 2014 ambasador te znamke na Madžarskem.

### Promocija filmov
Leta 2007 so bili izdelkom Monte priložene tatu nalepke s podobami iz ameriškega filma Shrek tretji. Leta 2016 je ob izdaji filma Kung fu Panda 3 na trg prišel puding s piškoti v obliki pande.

## Kritike

### Slovenija
Na spletni strani Veš, kaj ješ (Zveza potrošnikov Slovenije (ZPS) in Ministrstvo za zdravje RS) je puding Monte Maxi označen za izdelek s preveliko količino nasičenih maščob, maščob in sladkorja. Leta 2009 je ZPS opozoril na preveliko količino sladkorja v napitku Monte Drink, ki naj bi bil namenjen otrokom, leta 2017 pa je nasploh odsvetoval oglaševanje izdelkov te znamke otrokom. Inštitut za varovanje zdravja je leta 2009 pri pregledu trženja nezdrave hrane otrokom ugotovil, da je bila znamka Monte najbolj oglaševana znamka v času otroških oddaj. Na Poljskem, v Sloveniji in na Slovaškem so tržniki zavajali kupce s trditvami tipa »poln mleka« in »mlečni prigrizek«. V oglasih, namenjenih otrokom, je bilo uživanje izdelkov Monte povezano s preživljanjem časa z družino in prijatelji.

### Nemčija
V nemški izpostavi organizacije Foodwatch so leta 2009 ugotovili, da ima 200 ml napitka Monte Drink več sladkorja, kot enaka količina Coca-Cole. Leta 2020 je bilo na testu potrošniške organizacije Stiftung Warentest ugotovljeno, da ima puding Monte, ki z liki iz igre Angry Birds cilja na majhne otroke, preveč maščob in sladkorja.

### Avstrija
Avstrijska potrošniška organizacija Verein für Konsumenteninformation (VKI) je leta 2011 opozorila, da ima puding Monte Maxi preveč sladkorja in maščob, da je napis o prisotnosti »dragocenega kalcija« zavajajoč ter da je kljub poudarjanju čokoladnega okusa v pudingu le 0,6 % čokolade v prahu. Istega leta je podjetje Zott napovedalo umik zavajajoče oznake prigrizek (Zwischenmahlzeit) s tega pudinga.